# BPS CS31082-001
BPS CS31082-001 (Cayrels Stern) ist ein alter Population-II-Stern im Halo der Milchstraße. Er gehört zur seltenen Klasse der ultrametallarmen Sterne (Metallizität [Fe/H]=-2,9), und darin wiederum zur seltenen Unterklasse mit einer Überhäufigkeit von r-Prozess-Elementen. Er wurde von Tim C. Beers und Mitarbeitern mit dem Curtis Schmidt-Teleskop am Cerro Tololo Inter-American Observatory in Chile entdeckt. Roger Cayrel und Mitarbeiter verwendeten das Very Large Telescope (VLT) der Europäischen Südsternwarte in Paranal, Chile, für hochauflösende optische Spektroskopie, um Elementhäufigkeiten zu bestimmen.
Das Verhältnis Thorium-232 zu Uran-238 ermöglichte die Altersbestimmung. Dieser Stern ist etwa 12,5 Milliarden Jahre alt, einer der ältesten bekannten überhaupt.
Verglichen mit anderen ultrametallarmen, r-Prozess-angereicherten Sternen (wie CS22892-052, BD +17° 3248) hat CS31082-001 höhere Häufigkeiten der Aktiniden (Th, U), aber einen erstaunlich niedrigen Gehalt an Blei (Pb).